# ميشيل فيسنجر
ميشيل فيسنجر (بالألمانية: Michael Wiesinger)‏ (27 ديسمبر 1972 ببورغهاوزن في ألمانيا - ) هو مدرب كرة قدم ولاعب كرة قدم ألماني في مركز الوسط. لعب مع بايرن ميونخ وميونخ 1860 ونادي نورنبرغ وFC Starnberg ‏ وSV Wacker Burghausen ‏ وSpVgg Weiden ‏.

## وصلات خارجية
- ميشيل فيسنجر على موقع قاعدة بيانات كرة القدم.إي يو (الإنجليزية)
- ميشيل فيسنجر على موقع بيانات كرة القدم. دي إي (الألمانية)
- ميشيل فيسنجر على موقع عالم كرة القدم.نت (الإنجليزية)